# Lac Redon
Le lac Redon situé à Flassans-sur-Issole dans le Var est un des derniers lacs temporaires de France[réf. nécessaire] avec le Lac Gavoty ou Marais Gavoty (à Besse-sur-Issole) et le lac de Bonne Cougne (à Gonfaron).
Sa faune et sa flore varient selon les saisons, mais elles sont assez homogènes. Certaines espèces sont rares, comme l'armoise de Molinier.
Le lac est enregistré en 2013 comme site Natura 2000 en tant que zone spéciale de conservation.
Pour accéder au lac on peut parcourir environ 2 km à pied en pleine forêt sur des chemins spécialement conçus pour les randonneurs.